# Coenosia tigrina
Coenosia tigrina este o specie de muște din genul Coenosia, familia Muscidae. A fost descrisă pentru prima dată de Fabricius în anul 1775. Conform Catalogue of Life specia Coenosia tigrina nu are subspecii cunoscute.

## Galerie

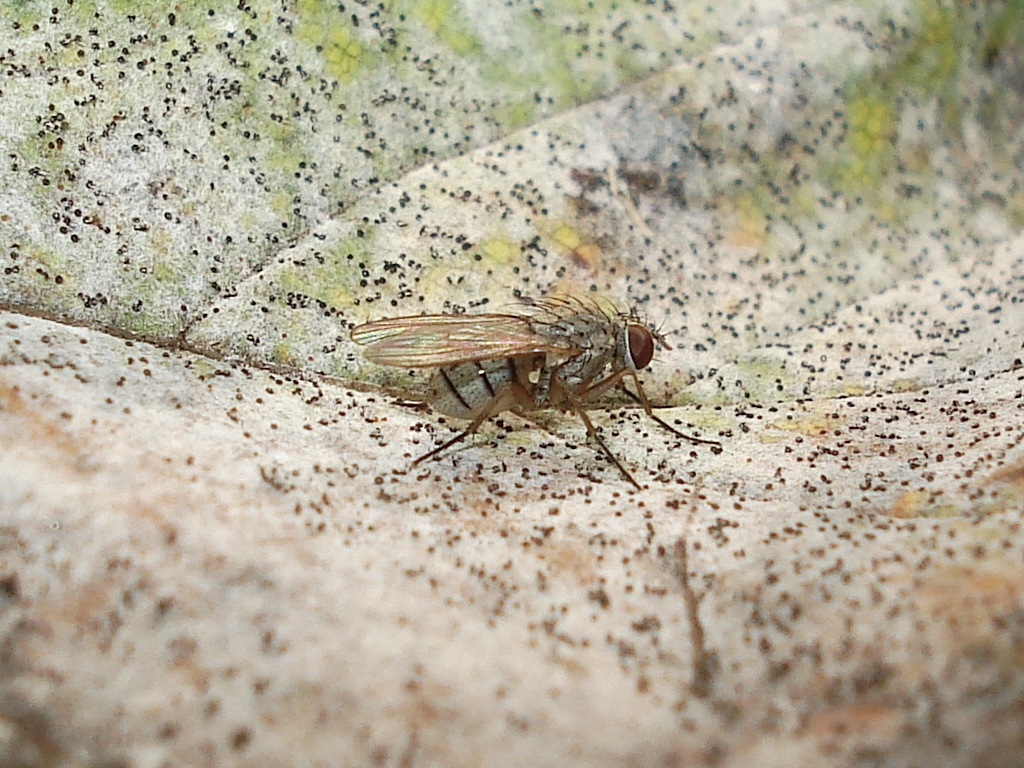